# Saint-Geniès-de-Fontedit
Saint-Geniès-de-Fontedit è un comune francese di 1 368 abitanti situato nel dipartimento dell'Hérault nella regione dell'Occitania.

## Società

### Evoluzione demografica
Abitanti censiti